# Гунар Исаксен
Гунар Ингвалд Исаксен (на норвежки: Gunnerius Ingvald Isachsen) е норвежки военноморски офицер (майор), полярен изследовател и морски топограф.

## Биография

### Произход и младежки години (1868 – 1898)
Роден е на 3 октомври 1868 година в Дрьобак, Норвегия, в семейството на морски капитан. След завършване на средното си образование през 1888 г. отива да учи в Норвежката военна академия. Практическите занятия в Академията се провеждат на известния кораб „Фрам“, използван през 1893 – 1896 г. от Фритьоф Нансен в експедиция към Северния полюс. През 1891 г. завършва морската академия със звание лейтенант и служи във военноморския флот.
Силно заинтересован от полярните изследвания през 1898 г. взема курсове в морската обсерватория във Вилхелмсхафен, Германия, и в Института по морски изследвания в Берген, Норвегия, които го подготвят като отличен морски топограф.

### Полярни експедиции (1898 – 1910)

#### Първа експедиция (1898 – 1902)
От 1898 до 1902 г. взима участие като топограф в арктическата експедиция на Ото Свердруп на кораба „Фрам“ в Канадския арктичен архипелаг.
От май до септември 1899 г. самостоятелно изследва част от остров Елсмиър на юг от Бей фиорд (78°55′ с. ш. 83°35′ з. д. / 78.916667° с. ш. 83.583333° з. д.) – полуостровите Ронес (78°25′ с. ш. 86°10′ з. д. / 78.416667° с. ш. 86.166667° з. д.) и Свенсен (77°40′ с. ш. 84°00′ з. д. / 77.666667° с. ш. 84° з. д.). През май 1900 г. самостоятелно изследва част от североизточния бряг на остров Амунд Рингнес. От април до юни 1901 обикаля островите Амунд Рингнес (6500 км2) и Елеф Рингнес (13400 км2) и открива протока Хенриксен (77°50′ с. ш. 96°00′ з. д. / 77.833333° с. ш. 96° з. д., между Амунд Рингнес на север и остров, Корнуол на юг) и протока Хасел (78°25′ с. ш. 99°00′ з. д. / 78.416667° с. ш. 99° з. д., между Амунд Рингнес и Елеф Рингнес). На юг от Елеф Рингнес открива остров Кинг Кристиан (645 км2, 77°47′ с. ш. 101°45′ з. д. / 77.783333° с. ш. 101.75° з. д.) и протока Дейниш Стрийт между тях и п-в Исаксен (79°10′ с. ш. 104°45′ з. д. / 79.166667° с. ш. 104.75° з. д., северозападната част на Елеф Рингнес) с нос Исаксен (79°20′ с. ш. 105°28′ з. д. / 79.333333° с. ш. 105.466667° з. д.).

#### Втора експедиция (1906 – 1910)
От 1906 до 1910 г. ръководи топографска и батиметрична експедиция на Шпицберген, финансирана от принца на Монако Албер I.
През лятото на 1906 г. пръв пресича северозападната част на остров Западен Шпицберген и открива платото Холтедал (1340 м). Изследва и планините на остров Земя принц Карл (височина до 1084 м). През 1907 и 1910 г. картира северозападната част на архипелага.

### Следващи години (1910 – 1939)
Между двете си полярни експедиции през 1903 – 1905 участва във Френския чуждестранен легион в Алжир.
През 1911 г. посещава Русия и Япония. Същата година закупува ферма в Централна Норвегия, където живее до края на живота си. През 1914 пожар във фермата му унищожава всичките му книги, документи и карти, събрани по време на полярните му пътешествия. До 1917 г. работи като държавен служител на заплата. През 1914 г. е делегат на норвежкото правителство за подписване на договора за Шпицберген, а през 1919 – на Парижката мирна конференция.
През 1922 г. извършва топографски картирания на Фарьорските о-ви и в Исландия, през 1923 и 1924 участва в експедиция в Източна Гренландия, а в периода 1926 – 1927 – в специална китоловна експедиция в морето Рос.
През 1923 г. е назначен за директор на Норвежкия морски музей в Осло, а от 1929 – 1930 е китоловен инспектор на правителството в Антарктика.
Женен е 2 пъти – през 1903 и 1916 г., като от първия си брак има 3, а от втория – 5 деца.
Умира на 19 декември 1939 година от сърдечен удар във фермата си в Аскер на 71-годишна възраст.

## Памет
Неговото име носят:
- връх Исаксен (78°28′ с. ш. 102°10′ з. д. / 78.466667° с. ш. 102.166667° з. д.) на остров Елеф Рингнес в Канадския арктичен архипелаг;
- ледник Исаксен (78°33′ с. ш. 77°23′ з. д. / 78.55° с. ш. 77.383333° з. д.) в източната част на остров Елсмиър в Канадския арктичен архипелаг;
- нос Исаксен (71°11′ с. ш. 104°24′ з. д. / 71.183333° с. ш. 104.4° з. д.) на източния бряг на остров Виктория в Канадския арктичен архипелаг;
- нос Исаксен (79°20′ с. ш. 105°28′ з. д. / 79.333333° с. ш. 105.466667° з. д.) най-северната точка на остров Елеф Рингнес в Канадския арктичен архипелаг;
- плато Исаксен (79°01′ с. ш. 13°03′ и. д. / 79.016667° с. ш. 13.05° и. д.) в западната част на остров Западен Шпицберген в архипелага Шпицберген;
- полуостров Исаксен (79°10′ с. ш. 104°45′ з. д. / 79.166667° с. ш. 104.75° з. д.) в северозападната част на остров Елеф Рингнес в Канадския арктичен архипелаг;
- полярна станция Исаксен (78°47′ с. ш. 103°30′ з. д. / 78.783333° с. ш. 103.5° з. д.) в западната част на остров Елеф Рингнес в Канадския арктичен архипелаг;
- река Исаксен (устие, 78°48′ с. ш. 103°39′ з. д. / 78.8° с. ш. 103.65° з. д.) на остров Елеф Рингнес в Канадския арктичен архипелаг, вливаща се в Северния ледовит океан в близост до полярната станция Исаксен.